# Língua pocote
Pocote (pokot) ou suque (suk) é uma língua nilótica falada no oeste do Quênia e leste da Uganda pelos pocotes, um subgrupo dos calenjins. É classificada no grupo norte das línguas calenjins. É comumente referida como quimucom (kimukon) pelos outros povos calenjins. O SIL de 1994 coloca que seu total de falantes era de 264 000, enquanto a estimativa um pouco mais recente de Schladt forneceu uma estimativa mais conservadora de 150 000 pessoas, provavelmente com base nos números encontrados por Rottland, que coloca o número em pouco menos de 115 000. Segundo o censo de 2009, há 700 000 falantes.
O pocote faz fronteira respectivamente a norte e nordeste com as línguas carimojongue e turcana, ambas línguas nilóticas orientais. Ao leste, são faladas as línguas mas samburu e camus (no lago Baringo) e, ao sul, há as línguas calenjins tuguém e maracuete, que mostram considerável influência do pocote.